# Fritz Hillemann
Fritz Hillemann (* 8. Januar 1922; † 2003) war ein deutscher Fußballspieler. Der linke Verteidiger absolvierte in den Jahren 1953 bis 1959 in der Oberliga West für den VfL Bochum 81 Spiele und erzielte dabei ein Tor.

## Laufbahn
Am 1. Mai 1938 trat Fritz Hillemann den Junioren des VfL Bochum bei. Für die erste Mannschaft spielte Hillemann ab der Spielrunde 1940/41 in der Gauliga Westfalen. In den Wirren des Zweiten Weltkrieges war Hillemann als Kriegsgastspieler für den Hamburger SV in der Gauliga Hamburg aktiv.
Mit Bochum wurde Hillemann in der Saison 1952/53 Meister der 2. Oberliga West und stieg in die Oberliga West auf. Ernst Koch hatte die Bochumer am 26. April 1953 beim 7:2-Sieg im Nachholspiel beim VfB Marathon Remscheid mit fünf Toren in die Oberliga geschossen. Das erste Oberliga-Spiel absolvierte Kapitän Hillemann auswärts am 9. August 1953 beim FC Schalke 04. Zusammen mit Erwin Schneider bildete Hillemann die Verteidigung bei der Bochumer Oberliga-Premiere. Die Mannschaft von der Castroper Straße musste sich durch ein Tor von Hans Krämer in der 23. Minute mit 1:0 geschlagen geben. Bochum belegte am Ende der Saison 1953/54 den 8. Tabellenplatz.
Nachdem Hillemann in der Oberliga-Runde 1958/59 auf keinen Einsatz mehr gekommen war, beendete er im Sommer 1959 seine Karriere. Nach seiner aktiven Laufbahn war Fritz Hillemann Leiter der Amateurabteilung des VfL Bochum.

## Statistik
- 2. Oberliga West

| Einsätze | Tore | Saison  | Verein     |
| -------- | ---- | ------- | ---------- |
| 25       | 0    | 1949/50 | VfL Bochum |
| 27       | 0    | 1950/51 | VfL Bochum |
| 31       | 0    | 1951/52 | VfL Bochum |
| 30       | 0    | 1952/53 | VfL Bochum |
| 5        | 0    | 1955/56 | VfL Bochum |
| 118      | 0    | gesamt  | gesamt     |

- Oberliga West

| Einsätze | Tore | Saison  | Verein     |
| -------- | ---- | ------- | ---------- |
| 27       | 0    | 1953/54 | VfL Bochum |
| 23       | 1    | 1954/55 | VfL Bochum |
| 28       | 0    | 1956/57 | VfL Bochum |
| 3        | 0    | 1957/58 | VfL Bochum |
| 0        | 0    | 1958/59 | VfL Bochum |
| 81       | 1    | gesamt  | gesamt     |